# Jesper Ganslandt
Jesper Ganslandt (Falkenberg, 31 ottobre 1978) è un regista e sceneggiatore svedese.

## Biografia
Ganslandt ha debuttato nel mondo del cinema nel 2006 con il lungometraggio Falkenberg Farewell. Il film è stato presentato durante la giornata degli autori alla 63ª Mostra internazionale d'arte cinematografica di Venezia ed è stato candidato per un Nordic Council Film Prize. Dopo aver lavorato ad alcuni cortometraggi e al documentario Filmen jag inte pratar om längre, nel 2009 ha realizzato il suo secondo film, intitolato Apan. Anche questo è stato presentato alla 69ª Mostra internazionale d'arte cinematografica di Venezia, oltre che al Queer Lion 2009. Nel 2012 è uscito il suo terzo film, Blondie.

## Filmografia

### Cinema
- Falkenberg Farewell (Farväl Falkenberg) (2006)
- Jesper Ganslandts 114:e dröm - cortometraggio (2008)
- Skinnskatteberg - cortometraggio (2008)
- Filmen jag inte pratar om längre, co-regia di Martin Degrell - documentario (2009)
- Apan (2009)
- Blondie (2012)
- Jimmie (2018)
- Beast of Burden - Il trafficante (Beast of Burden) (2018)
- 438 dagar (2019)

### Televisione
- Snabba cash – serie TV, 6 episodi (2021-2022)
- Vargasommar – serie TV, 6 episodi (2024-2025)

## Riconoscimenti
- 2007 - Guldbagge
  - Candidatura a miglior regista per Falkenberg Farewell
  - Candidatura a migliore sceneggiatura per Falkenberg Farewell